# Борсук Зиновій Якович
Зиновій Якович Борсук (нар. бл. 1720 — пом. бл. 8 січня 1785) — український військовий діяч часів Російської імперії.

## Біографія
Народився в родині київського наказного полковника Якова Петровича Борсука.
З 1738 р. канцелярист в Генеральній Військовій Канцелярії. Київський полковий писар (1742—1753), полковий суддя (1753 до 1764 рр.) і полковий обозний (з 12 листопада 1764 до 1781 рр.)

## Родина
Був одружений з Євдокією Яківною Пилипенко, донькою переяславського полкового осавула Якова Михайловича Пилипенко.